# Троїцький Посад
Тро́їцький Поса́д (рос. Троицкий Посад, марій. Кугусола) — село у складі Гірськомарійського району Марій Ел, Росія. Адміністративний центр Троїцько-Посадського сільського поселення.

## Населення
Населення — 581 особа (2010; 574 у 2002).
Національний склад (станом на 2002 рік):
- росіяни — 81 %